# Glossopappus macrotus
Glossopappus macrotus là một loài thực vật có hoa trong họ Cúc. Loài này được (Durieu) Briq. mô tả khoa học đầu tiên năm 1916.